# Генрик Шаро
Генрик (Хенрік) Шаро (справжнє ім'я — Енох Шапіро), 21 жовтня 1900, Варшава — 1942, там же) — польський режисер, сценарист, продюсер єврейського походження. Один з провідних творців епохи німого кіно в Польщі.

## Біографія
Закінчив саратовську гімназію, потім — інститут інженерів зв'язку в Петрограді і школу при Народному театрі. Працював асистентом у знаменитих режисерів Мейєрхольда і Арбатова. Пізніше почав самостійну театральну режисерську діяльність.
1923 року виїхав за кордон. Оселився в Берліні, де активно співпрацював з російськими емігрантськими творчими колами, зокрема, з кабаре «Синій птах». 1924-го разом з ним виїхав на гастролі в Польщу, де вирішив залишитися назавжди. Жив у Варшаві, співпрацював з кабаре «Станчик», поставив два одноактні вистави Миколи Євреїнова, які користувалися великим успіхом.
1925 року дебютував в кіно з фільмом «Один з 36», наступним фільмом став «Суперники» (1925). З 1930 року знімав звукове кіно. Зняв 16 фільмів польською та їдиш, був сценаристом, монтажером.
Генрік Шарос — один з найбільш видатних режисерів міжвоєнного періоду Польщі. 1927 року став співорганізатором Польського союзу кіновиробників, а 1936-го — створив Товариство виробників і техніків кіно.
Був почесним членом французького союзу кінематографістів в Ніцці (Union des Artistes Cinematographiques).
Після початку Другої світової війни оселився у Вільно. 1942 року повернувся до Варшави. Через кілька місяців загинув у варшавському гетто. Розстріляний прямо на вулиці.
Точна дата загибелі невідома — це сталось у квітні-серпні 1942 року.

## Режисер
- 1925 — Один із 36
- 1925 — Суперники
- 1926 — Червоний паяц
- 1927 — Поклик моря
- 1928 — Дикунка
- 1928 — Переддень весни
- 1929 — Сильна людина
- 1930 — В Сибір
- 1932 — 1914 Рік
- 1933 — Історія гріха
- 1936 — Пан Твардовський
- 1937 — Ординат Михоровский
- 1937 — Обітницю
- 1937 — Три гульвіси
- 1939 — Брехня Христини

## Сценарист
- 1926 — Червоний паяц
- 1928 — Дикунка
- 1939 — Брехня Христини
- 1929 — Сильна людина
- 1930 — В Сибір
- 1932 — 1914 Рік